# 智 (印度哲学)
智（或gñāna），又譯為知，音譯若那、闍那，梵文名詞，意思是智、知識，它的意義很多，要看上下文才能決定，在古印度哲學與印度宗教中有重要地位。在佛教中，智常与慧合称“智慧”。

## 字源
它與般若有相同的字源，源自ज्ञा（jñā，意為知覺、知識或了解），印欧语同源词包括gnoscere、希腊语gignoskein、俄语znat、英语know等。

## 佛教
在佛典中，智、慧二词的意義很接近，兩者經常被混用，或合称“智慧”。一般來說，智的範圍較窄，通常被用於指超越世間的智慧，有抉擇、決斷之意，如lokottara-jñāna（出世間智），而慧的意義較廣，則有世間慧與出世間慧。
“般若”一詞最早於東漢即有此譯名。至於“闍那”一詞則出於隋朝，是指對一切事物之道理，能夠斷定是非善惡。般若是依闍那而來，闍那越多，般若的境界就越高。《瑜伽論記》第十下云：“梵云般若，此名為慧，當知第六度；梵云若那（或闍那），此名為智，當第十度。”般若為六度波羅蜜，闍那為十度波羅蜜。

## 印度教
印度教中的“智”通常指知识、智慧、智性。瑜伽中有智瑜伽（jñāna yoga），即是对知識和内智的精神訓練，印度教认为人可以借由智性和虔信的训练达到神的境界。